# Arrefecimento gratuito
O arrefecimento gratuito ou free cooling consiste numa técnica que explora a existência de diferenças de temperatura entre ambientes (entalpia) para a produção de arrefecimento. Esta técnica é utilizada em alguns sistemas de aquecimento, ventilação e ar condicionado (AVAC), em aplicações industriais e em algumas outras aplicações específicas.
A designação original desta técnica é "free cooling", termo inglês que ocasionalmente também é traduzido como "arrefecimento livre" ou como "resfriamento gratuito".[carece de fontes?]

## Definição
Por arrefecimento gratuito entende-se um dispositivo que permita realizar essa técnica de arrefecimento, poupando-se energia e obtendo-se assim uma gratuitidade ou pelo menos uma redução significativa nos custos de climatização.
O termo normalmente é aplicado a sistemas térmicos que utilizam a temperatura do ar ambiente exterior para arrefecerem um elemento de refrigeração – líquido, sólido ou gasoso – sem o auxílio de máquinas frigoríficas ou de máquinas ativas que agilizem a permutação de calor como são o caso dos ventiladores.
Um exemplo da aplicação prática do arrefecimento gratuito poderá ser a de utilizar o ar exterior (quando mais fresco que o ar interior) fazendo-o passar através de uma serpentina onde circula um fluido de refrigeração, arrefecendo-o. Esse fluido será então arrefecido sem necessidade de o fazer passar por máquinas frigoríficas, poupando-se energia de um modo significativo.

## Utilização
Os sistemas de arrefecimento gratuito são utilizados frequentemente em sistemas de AVAC ou em aplicações industriais, tanto para o arrefecimento do ambiente como de fluidos com utilizações específicas. Além disso, o arrefecimento gratuito é utilizado para arrefecimento interno de alguns aparelhos como computadores pessoais ou motocicletas.